# Biret
Biret ili križatica četverokutna je kapa s tri ili četiri roga, ponekad sa bombicom (pomponom) u sredini. Biret se nosi na glavi tako da onaj dio koji nema roga biva okrenut s lijeve strane glave. Biret je prestao biti uobičajen poslije Drugog vatikanskog sabora.